# Ювілейний (мікрорайон, Рівне)

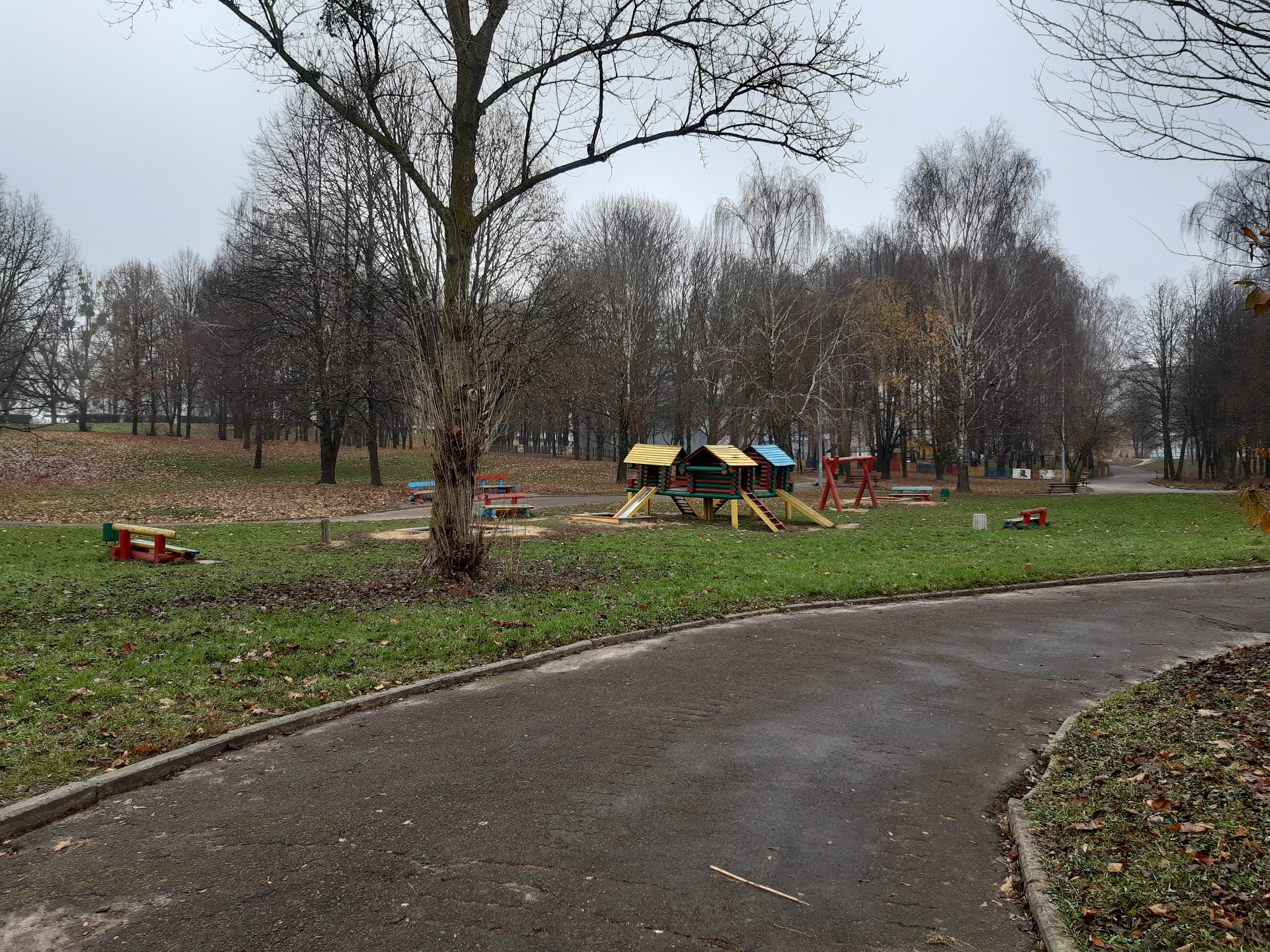
Парк «Ювілейний»

Ювілейний — один з мікрорайонів міста Рівне, розташований на північному заході міста. Архітектори Р. Вайс і М. П. Пасічник. Названий на честь 50-річчя СРСР.
На момент створення мікрорайону тут містилося лише два будинки на вулиці 50-річчя СРСР (нині — вул. Князя Острозького), хоча тепер це — повноцінний житловий мікрорайон. У його центрі розташовані парк «Ювілейний», Палац культури «Хімік» та стадіон «Хімік».